# Sterilgarda Alimenti
Sterilgarda Alimenti S.p.A. è una società italiana che opera nel settore alimentare, essendo attiva nella produzione di latte e suoi derivati e in succhi di frutta. Ha sede a Castiglione delle Stiviere (MN).
È il quarto produttore italiano di latte, dopo Parmalat, Granarolo e Centrale del Latte d’Italia.

## Storia
La società viene creata nel 1969 da un gruppo di imprenditori locali, già attivi nella produzione di latte e latticini, per perseguire i vantaggi derivanti dell'introduzione del Latte UHT e del Tetrapak.
Superata la fase iniziale in cui la società consegnava semplicemente latte a domicilio, dal 1970 inizia a stipulare accordi con la GDO per la distribuzione dei propri prodotti nonché a diversificare la produzione (mascarpone, passata di pomodoro, succhi di frutta, ricotta, panna, budini, succo di pomodoro).

## Numeri
La società raggiunge 366 milioni di fatturato nel 2017 e occupa più di 300 dipendenti (2017), assicurando una produzione giornaliera di 1600 tonnellate di generi alimentari.
Sterilgarda partecipa all'8% Padania Alimenti S.r.l. che oltre a produrre il latte a marchio Auchan, Carrefour, Billa e Coop, produce e commercializza latte no logo tramite Esselunga nonché il proprio marchio Epiù.

## Sponsorizzazione

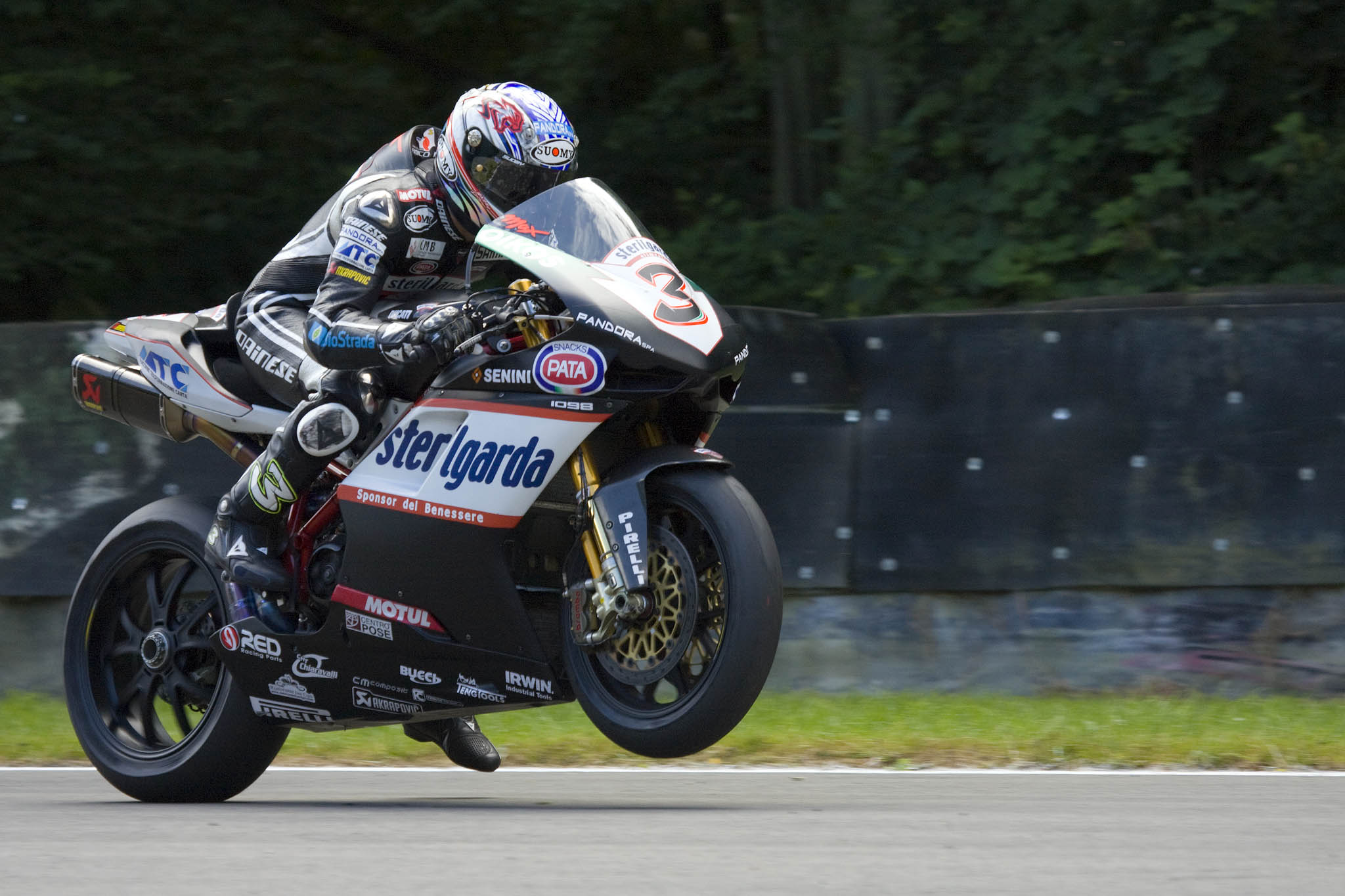
Biaggi nel 2008 con la Ducati 1098 del Team Sterilgarda

Sterilgarda è sponsor del Football Club Castiglione e fornitore dei programmi tv MasterChef Italia e I menù di Benedetta.
Dal 2006 al 2009 Sterilgarda è stata la finanziatrice primaria della squadra motociclistica BRC Racing, che proprio in virtù di questo accordo di sponsorizzazione corse nel mondiale Superbike con il nome di Team Sterilgarda, mentre nel 2010 ha sponsorizzato sempre nel mondiale Superbike il team ufficiale della Yamaha, che in questo caso venne ridenominato team Yamaha Sterilgarda.
Inoltre, Max Biaggi ne è testimonial.